# Resolutie 1019 Veiligheidsraad Verenigde Naties
Resolutie 1019 van de Veiligheidsraad van de Verenigde Naties werd unaniem aangenomen op 9 november 1995.

## Achtergrond
In 1980 overleed de Joegoslavische leider Tito, die decennialang de bindende kracht was geweest tussen de zes deelstaten van het land. Na zijn dood kende het nationalisme een sterke opmars, en in 1991 verklaarden verschillende deelstaten zich onafhankelijk. Hierop namen de Servische minderheden in Kroatië en Bosnië en Herzegovina de wapens op, en namen grote delen van het grondgebied in. Eind 1995 zette Kroatië een groot offensief in, gevolgd door een Kroatisch-Bosnisch offensief, waarbij de Serviërs werden teruggedrongen en gedwongen het Verdrag van Dayton te accepteren.

## Inhoud

### Waarnemingen
De Veiligheidsraad betreurde dat de Bosnisch-Serven niet aan de voorgaande resoluties voldeden. Er waren rapporten over mensenrechtenschendingen als massamoord, onwettige opsluiting, dwangarbeid, verkrachting en deportatie in Srebrenica, Banja Luka en Sanski Most. Ook in de sectoren West, Noord en Zuid in Kroatië werden dergelijke schendingen, waaronder het platbranden van huizen, plundering en moord, vastgesteld. De Raad veroordeelde ook dat de Bosnisch-Serven het Rode Kruis geen toegang gaven tot ontheemden en gevangenen.

### Handelingen
De Veiligheidsraad veroordeelde alle schendingen van het internationaal humanitair recht en de mensenrechten in ex-Joegoslavië en eiste dat alle betrokkenen hun verplichtingen ter zake nakwamen. De Bosnisch-Serven moesten ook toegang geven tot ontheemden, gevangenen en vermisten, hun rechten respecteren, hun veiligheid verzekeren en hen onmiddellijk vrijlaten. Alle detentiekampen in Bosnië en Herzegovina moesten ook onmiddellijk gesloten worden.
De Kroatische overheid moest zorgen dat de schendingen stopten en dat de schuldigen gestraft werden. Ook moest die de rechten van haar Servische inwoners, waaronder terugkeer, respecteren en de tijdslimiet voor vluchtelingen om hun eigendommen op te eisen opheffen.
Alle landen, en vooral die op het grondgebied van de vroegere staat Joegoslavië, moesten meewerken met het Joegoslavië-tribunaal en ingaan op vragen van de raadkamer. De partijen, en vooral de Bosnisch-Servische, mochten geen bewijzen van schendingen van het internationaal humanitair recht vernietigen, wijzigen, verbergen of beschadigen, maar moesten dergelijke bewijzen bewaren. Secretaris-generaal Boutros Boutros-Ghali werd gevraagd zo snel mogelijk te rapporteren over recente schendingen en de Veiligheidsraad op de hoogte te houden.

## Verwante resoluties
- Resolutie 1010 Veiligheidsraad Verenigde Naties
- Resolutie 1016 Veiligheidsraad Verenigde Naties
- Resolutie 1021 Veiligheidsraad Verenigde Naties
- Resolutie 1022 Veiligheidsraad Verenigde Naties

Lijst ·  970 ·  971 ·  972 ·  973 ·  974 ·  975 ·  976 ·  977 ·  978 ·  979 ·  980 ·  981 ·  982 ·  983 ·  984 ·  985 ·  986 ·  987 ·  988 ·  989 ·  990 ·  991 ·  992 ·  993 ·  994 ·  995 ·  996 ·  997 ·  998 ·  999 ·  1000 ·  1001 ·  1002 ·  1003 ·  1004 ·  1005 ·  1006 ·  1007 ·  1008 ·  1009 ·  1010 ·  1011 ·  1012 ·  1013 ·  1014 ·  1015 ·  1016 ·  1017 ·  1018 ·  1019 ·  1020 ·  1021 ·  1022 ·  1023 ·  1024 ·  1025 ·  1026 ·  1027 ·  1028 ·  1029 ·  1030 ·  1031 ·  1032 ·  1033 ·  1034 ·  1035